# Флойд Гіллмен
Флойд Гіллмен (англ. Floyd Hillman, 19 листопада 1933, Кіркленд-Лейк — 26 травня 2020) — канадський хокеїст, що грав на позиції захисника.
Мав ще двох молодших братів, також хокеїстів в минулому Ларрі та Вейна.

## Ігрова кар'єра
Професійну хокейну кар'єру розпочав 1952 року.
Усю професійну клубну ігрову кар'єру, що тривала 13 років, провів, захищаючи кольори команд АХЛ та ІХЛ. Шість матчів провів у складі «Бостон Брюїнс» (сезон 1956-57).